# Arken

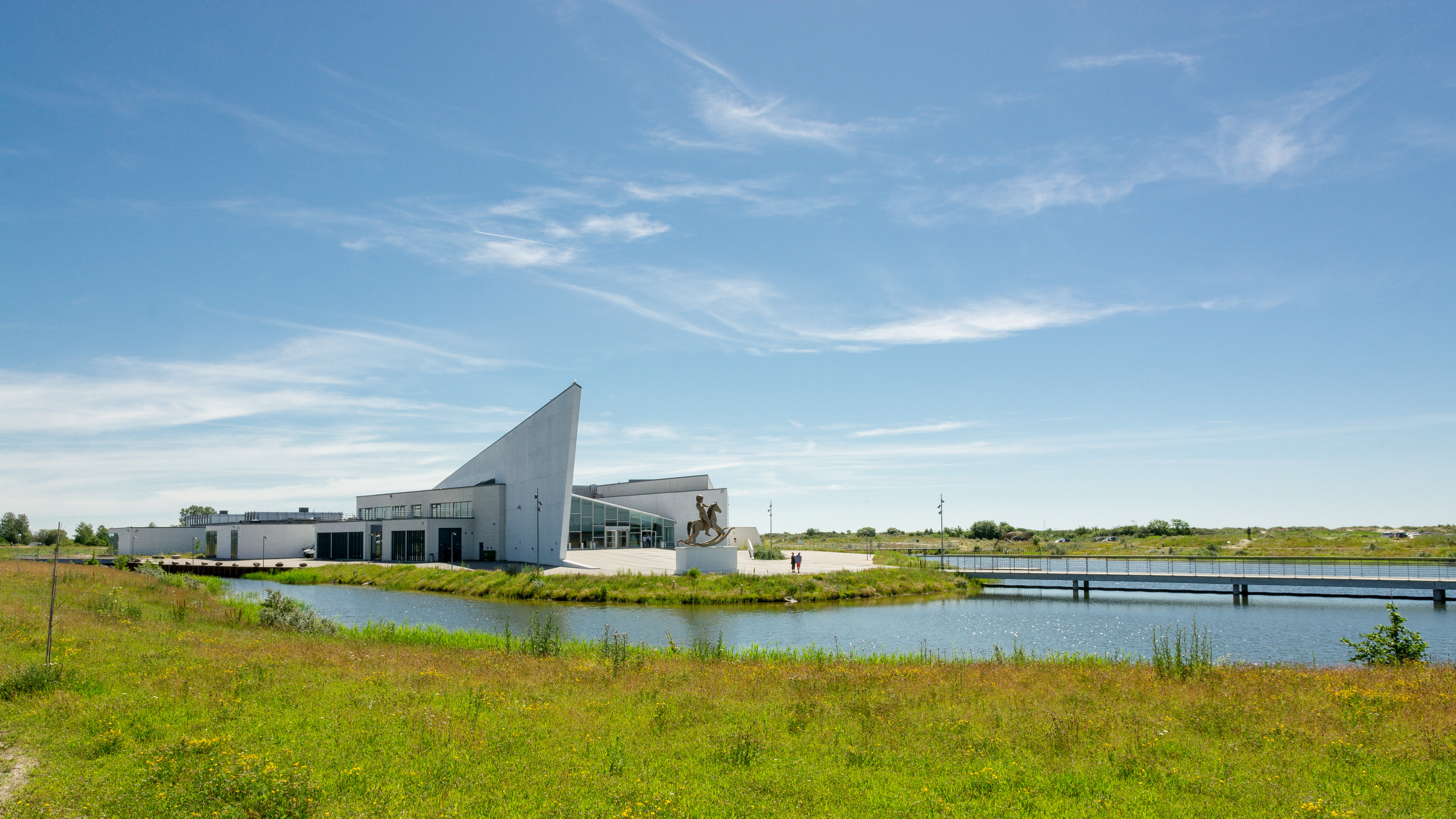
Arken Museum of Modern Art

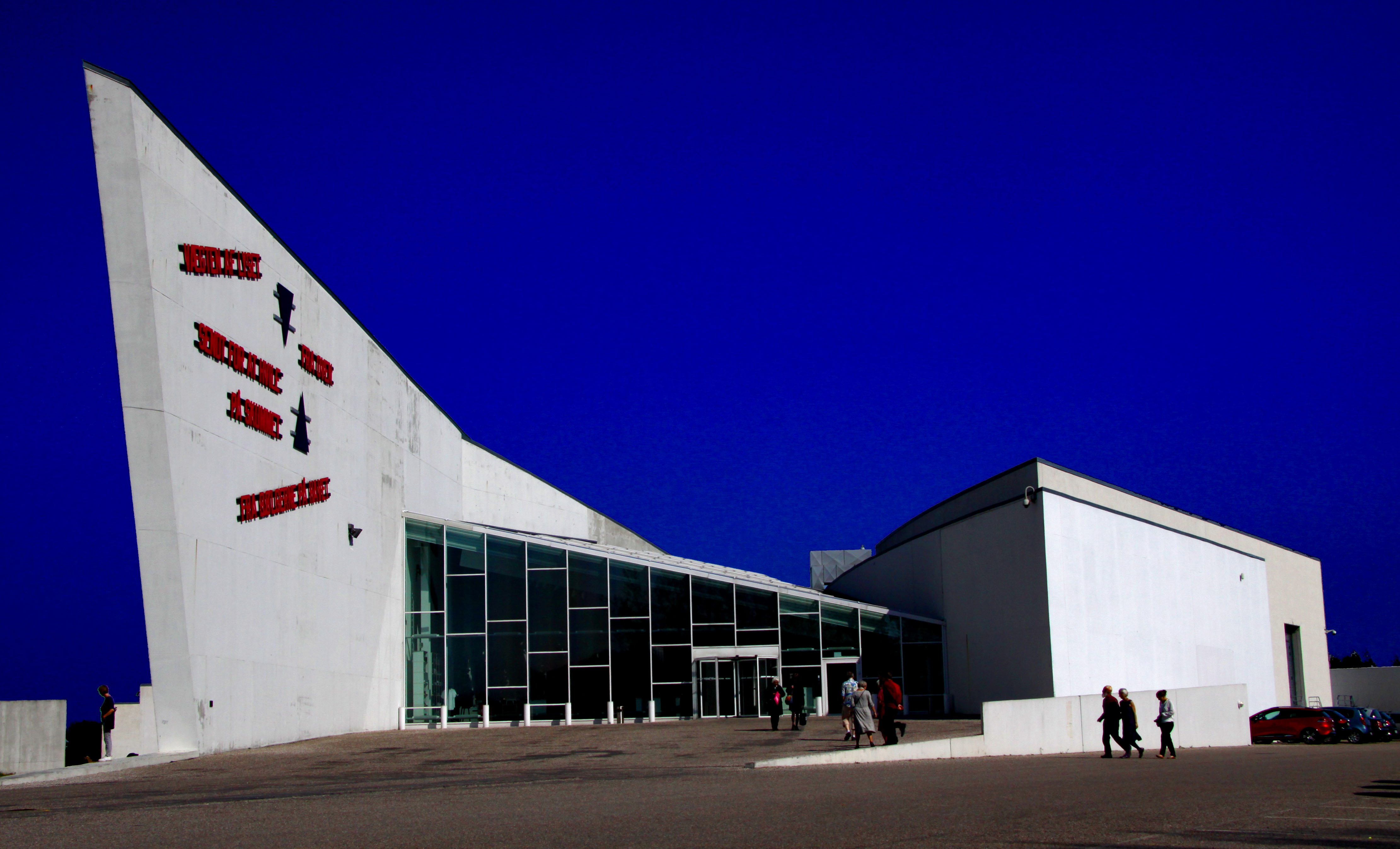
Arken Museum, Eingangsfront

Arken (Die Arche) (Dänisch: Arken Museum for Moderne Kunst) heißt ein am 15. März 1996 eröffnetes Museum moderner Kunst in Ishøj, einem Vorort im Südwesten der dänischen Hauptstadt Kopenhagen.
Der an der Küste der Køgebucht gelegene Bau ist ein Werk des dänischen Architekten Søren Robert Lund, der 1988 als 25-jähriger Student den Architekturwettbewerb für das Museum gewonnen hatte. Es wurde dann im Zusammenhang mit dem Status Kopenhagens als Europäische Kulturhauptstadt im Jahr 1996 errichtet und durch die dänische Königin Margrethe II. eröffnet.
Das Bauwerk beeindruckt durch seine freie Gestaltung in der Form eines gestrandeten Schiffs im Sinn des Dekonstruktivismus mit zweckfreien segelartigen Dekorationselementen. Aus der Form ergab sich der Museumsname ARKEN = Arche. Neben einem großen Eingangsforum gibt es die Ausstellungsräume, den Museumsshop, ein Café, einen Kinosaal und Räume für die museumspädagogische Arbeit mit Kindern und Familien.
Das Haus zeigt Werke aus seiner Sammlung von etwa 400 Werken vor allem nordischer, aber auch internationaler Künstler, wobei der Schwerpunkt auf der Zeit nach 1990 liegt. Unter anderen sind Werke zu sehen von Ólafur Elíasson, Damien Hirst, Andres Serrano, Anselm Reyle und Ai Weiwei. Daneben gibt es wechselnde Sonderausstellungen.
Um die Gründungsdirektorin Anna Castberg gab es Unstimmigkeiten – ihr wurde noch im Jahr der Eröffnung gekündigt, da sie sich als Hochstaplerin erwiesen hatte. Sie wurde von Christian Gether abgelöst.
2008 und 2009 wurde das Museum erweitert und hat nun eine Gesamtfläche von 13.500 m².